# Dzieszkowo
Dzieszkowo [d͡ʑeʂˈkɔvɔ] (tiếng Đức: Neu Dischenhagen)  là một ngôi làng thuộc khu hành chính của Gmina Przybiernów, thuộc hạt Goleniów, West Pomeranian Voivodeship, ở phía tây bắc Ba Lan. Nó nằm khoảng 10 kilômét (6 mi) về phía đông nam của Przybiernów, 15 km (9 mi) về phía bắc Goleniów và 34 km (21 mi) về phía đông bắc của thủ đô khu vực Szczecin.
Trước năm 1945, khu vực này là một phần của Đức. Đối với lịch sử của khu vực, xem Lịch sử của Pomerania.